# Chemin de la Cépière
Le chemin de la Cépière est une voie de Toulouse, chef-lieu de la région Occitanie, dans le Midi de la France.

## Situation et accès

### Description
Le chemin de la Cépière est une voie publique. Il se trouve dans le quartier des Pradettes.
Il naît perpendiculairement à l'avenue Jean-Baylet, au niveau du rond-point Maurice-Andrieu et à proximité immédiate du rond-point de la Cépière. Long de 342 mètres et large de 12 mètres, il est orienté au nord. Il longe l'enceinte de la cité scolaire Rive Gauche, puis rencontre le chemin du Pigeonnier-de-la-Cépière, à son origine, puis à son terme. Après avoir bordé le parc du château de la Cépière, il aboutit à l'entrée du site de France 3 Midi-Pyrénées.
La chaussée compte une voie de circulation automobile dans chaque sens. Elle appartient à une zone 30 et la vitesse y est limitée à 30 km/h. Il n'existe pas d'aménagement cyclable.

### Voies rencontrées
Le chemin de la Cépière rencontre les voies suivantes, dans l'ordre des numéros croissants (« g » indique que la rue se situe à gauche, « d » à droite) :
1. Avenue Jean-Baylet (g)
2. Rond-point Maurice-Andrieu
3. Rond-point de la Cépière (d)
4. Chemin du Pigeonnier-de-la-Cépière (d)
5. Chemin du Pigeonnier-de-la-Cépière (d)

## Odonymie
Le chemin tient son nom du domaine et du château de la Cépière qu'il dessert (actuel no 22). Ce nom lui vient du marchand Auger de Lacipière (ou La Cépière), qui en est propriétaire dans la deuxième moitié du XVIe siècle,.
Il s'est étendu, au XIXe siècle, à tout le quartier qui l'entourait, mais aussi au champ de courses créé en 1868, devenu hippodrome (actuel no 1 chemin des Courses), et à la cité construite dans les années 1930 autour des rues Louison-Bobet et Norbert-Casteret, ainsi qu'à plusieurs voies : le petit-chemin de la Cépière (actuel chemin des Courses), le rond-point de la Cépière et le chemin du Pigeonnier-de-la-Cépière.

## Patrimoine et lieux d'intérêt

### Château de la Cépière
Inscrit MH (1980, façades et toitures du château ; pigeonnier)

### Cité scolaire Rive Gauche
- lycée général et technologique Joséphine-Baker[6].
- lycée professionnel Gisèle-Halimi.
- complexe sportif Marcel-Cerdan.

### France 3 Midi-Pyrénées

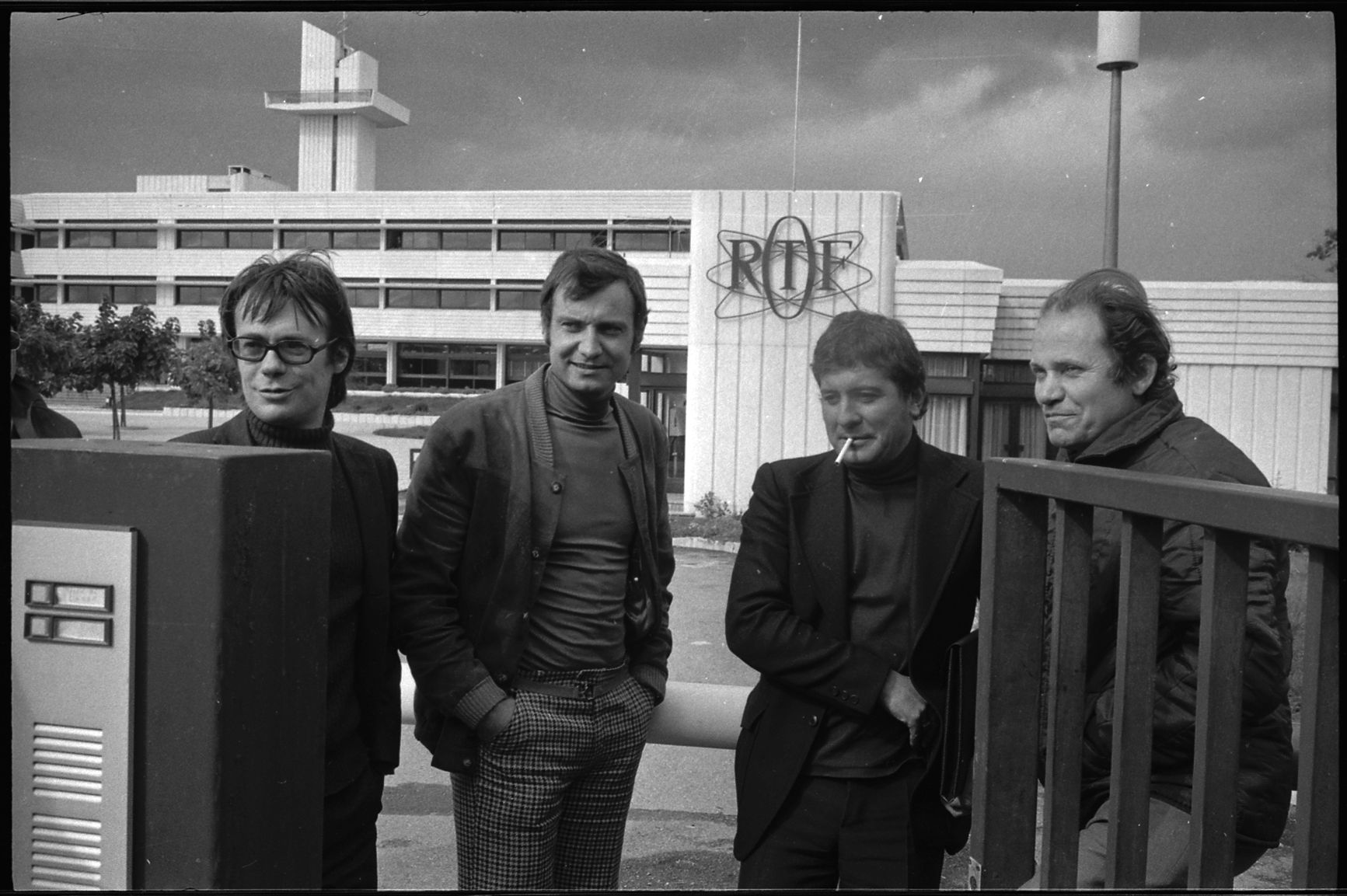
no 24 : le site de l'ORTF en 1974.

En 1969, l'antenne régionale de l'Office de radiodiffusion télévision française (ORTF), établie en centre-ville, sur les allées Jean-Jaurès (ancien no 78, emplacement de l'actuel no 74), décide l'occupation d'un nouveau site, au nord du nouveau quartier du Mirail. C'est à l'architecte Louis de Hoÿm de Marien qu'est confiée la réalisation d'un vaste ensemble. Il est occupé dès 1972 par les équipes de l'ORTF.
En 1974, la nouvelle loi sur la radiodiffusion et la télévision démantèle l'ORTF et, l'année suivante sont créées sept nouvelles sociétés, sous monopole de l'État mais indépendantes les unes des autres : la troisième chaîne est baptisée France Régions 3 (FR3). En 1985, l'architecte Jacques Brunet procède à une vaste opération de réaménagement intérieur. En 1988, l'édifice est agrandi d'un bâtiment.
En 1992, l'antenne régionale de FR3 devient France 3 Sud. Depuis le début des années 1990, Alain Lefèbvre, de l'atelier L, est chargé de la réhabilitation des locaux. Il construit le poste de garde à l'entrée du site et en façade, au niveau du 1er étage, un appendice pour abriter un nouveau bureau.
En 2010, France 3 Sud est est scindé en deux chaînes distinctes : France 3 Midi-Pyrénées et France 3 Languedoc-Roussillon. Cependant, en 2017, à la suite de la réforme territoriale de 2014, elles sont regroupées au sein d'une nouvelle direction régionale, France 3 Occitanie.
Les bureaux de France 3 Midi-Pyrénées et de France 3 Occitanie occupent une vaste parcelle de 41 400 m2, limitée à l'est par le périphérique (A620). L'entrée principale, au sud, s'ouvre sur le chemin de la Cépière, tandis qu'une entrée secondaire, au nord, débouche à l'angle de l'allée des Vitarelles et de la rue Jean-Doujat. Le bâtiment principal s'élève au cœur de la parcelle. Il se développe sur quatre niveaux : un sous-sol, un rez-de-chaussée et deux étages. Il est divisé en deux parties distinctes lisibles en façade. La plus grande, à l'est, s'organise autour d'un grand patio central, tandis que la plus petite, à l'ouest, s'organise autour du grand plateau de télévision. Les bureaux et les salles techniques sont répartis de part et d'autre d'un couloir de circulation contournant ces deux éléments. À l'est, la tour hertzienne, haute de 30 mètres, domine la construction. A l'avant de l'édifice, une construction annexe, prévue initialement comme logements de fonctions pour le directeur et le concierge a été transformée en bureaux.